# Wronin

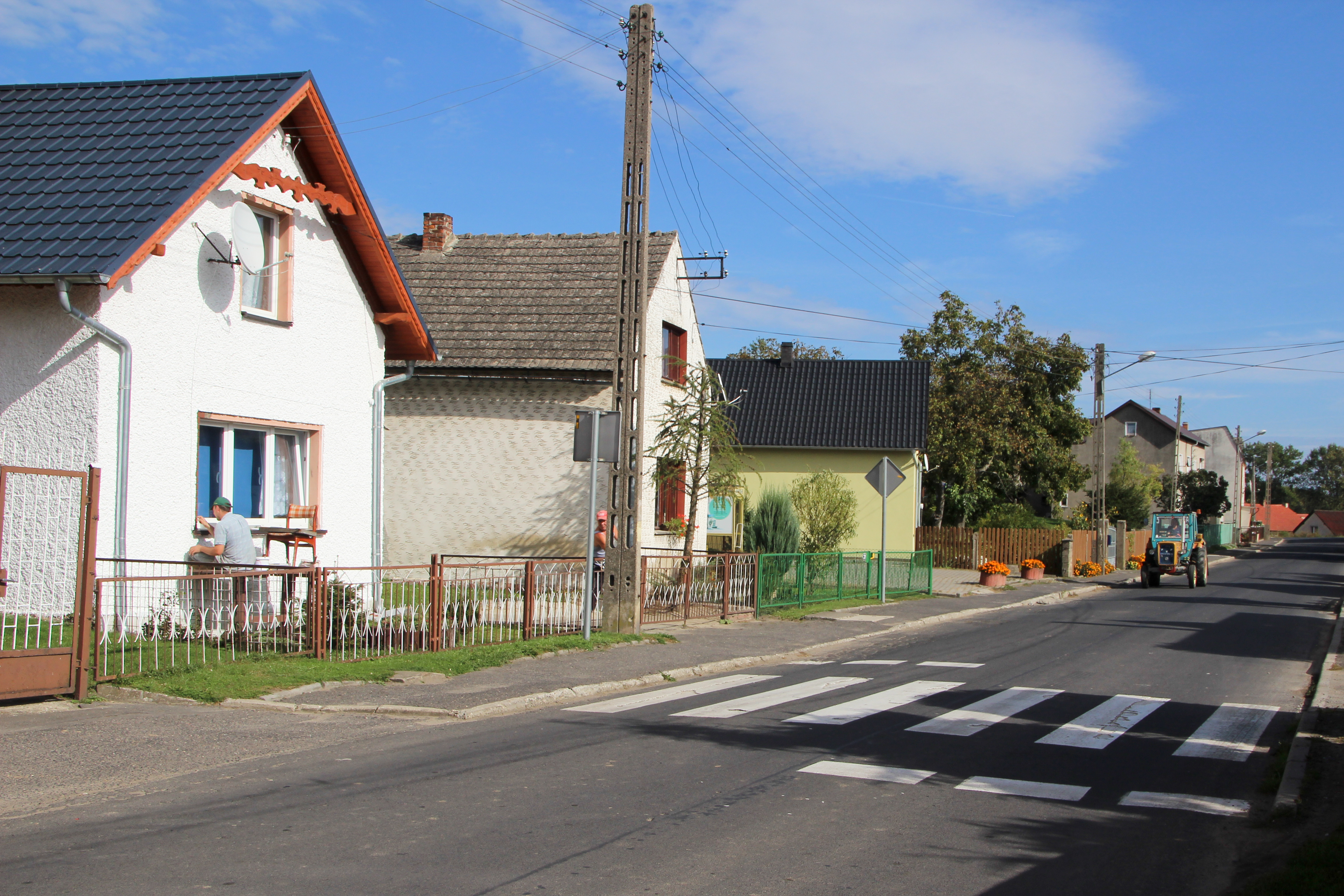
Ortsbild

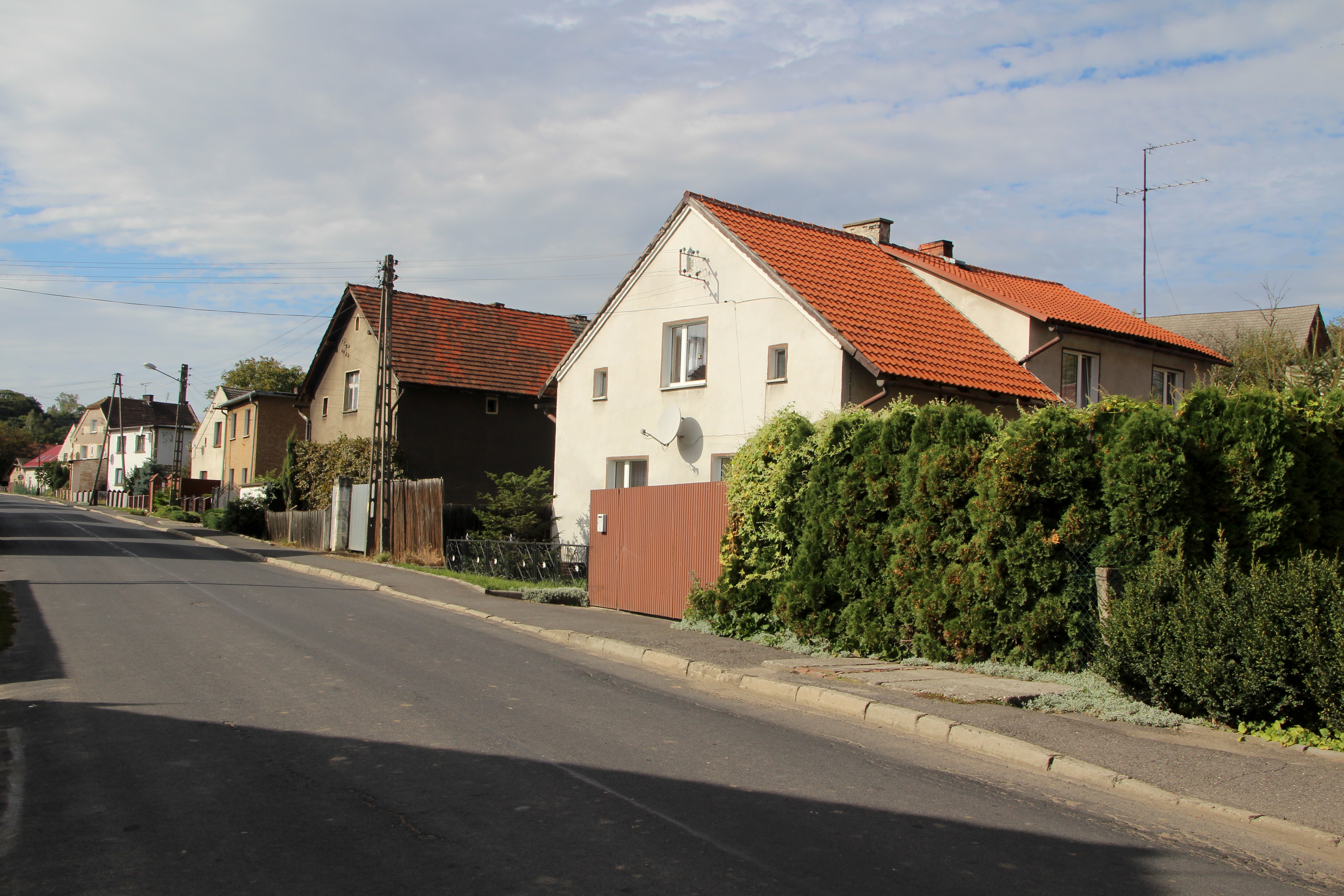
Ortsbild

Wronin ist eine Ortschaft in Polen in Oberschlesien. Sie liegt in der Gemeinde Groß Neukirch (Polska Cerekiew) im Powiat Kędzierzyńsko-Kozielski (Landkreis Kandrzin-Cosel) in der Woiwodschaft Opole.

## Geografie
Wronin liegt rund sechs Kilometer südwestlich vom Gemeindesitz Groß Neukirch, 21 Kilometer südwestlich von der Kreisstadt Kędzierzyn-Koźle (Kandrzin-Cosel) und 55 Kilometer südlich von der Woiwodschaftshauptstadt Opole.

## Geschichte
Der Ort entstand spätestens im 13. Jahrhundert und wurde 1294 erstmals urkundlich als „Wranow“ erwähnt. Ab 1531 folgte die Nennung als „Wronin“. Im 16. und 17. Jahrhundert war es im Besitz der Grafen von Oppersdorf.
Der Ort wurde 1783 im Buch Beyträge zur Beschreibung von Schlesien als Wronin erwähnt, gehörte einem Grafen von Sedlnizky und lag im Kreis Cosel des Fürstentums Oppeln und hatte 290 Einwohner, ein Vorwerk im Ort und ein weiteres außerhalb mit dem Namen Mierzenzin, eine Mühle, elf Bauern und 31 Gärtner. 1865 bestand Wronin aus einem Rittergut und einer Dorfgemeinde. Zu diesem Zeitpunkt hatte das Dorf zusammen mit seinen Kolonien Miersentin und Heinrichsdorf 14 Bauernstellen, 25 Gärtnerstellen und 81 Häuslerstellen, ferner eine katholische Schule.
Bei der Volksabstimmung in Oberschlesien am 20. März 1921 stimmten im Ort 539 Wahlberechtigte für einen Verbleib Oberschlesiens bei Deutschland und 35 für eine Zugehörigkeit zu Polen. Auf Gut Czienskowitz stimmten 98 für Deutschland und drei für Polen. Wronin verblieb nach der Teilung Oberschlesiens beim Deutschen Reich. Am 8. Mai 1936 wurde der Ort im Zuge einer Welle von Ortsumbenennungen der NS-Zeit in Vierraben umbenannt. Am 1. Oktober 1937 wurde der Ort in die Gemeinde Grenzen eingemeindet. Bis 1945 befand sich der Ort im Landkreis Cosel.
Infolge des Zweiten Weltkrieges kam der Ort 1945 unter polnische Verwaltung und erhielt seinen alten Namen Wronin zurück. Er wurde anschließend der Woiwodschaft Schlesien angeschlossen. Der Landkreis Cosel wurde in Powiat Kozielski umbenannt. 1950 kam der Ort zur Woiwodschaft Opole. 1975 wurde der Powiat Kozielski aufgelöst. 1999 kam der Ort zum neugegründeten Powiat Kędzierzyńsko-Kozielski. Der am 29. April 2011 zusätzlich eingeführte amtliche deutsche Ortsname stimmt mit dem polnischen überein.

## Sehenswürdigkeiten und Bauwerke
- Wegkreuze